# Spartan (manzana)
Spartan es una  variedad cultivar de manzano (Malus domestica).
Una variedad de manzana que sus parentales de procedencia son 'McIntosh' x 'Yellow Newtown Pippin'. Criado en la década de 1920 en la "Dominion Experimental Farm", Summerland, Columbia Británica, Canadá por RC Palmer. Las frutas tienen una pulpa firme, con textura crujiente, fina y jugosa con un refrescante sabor vinoso. Tolera las zonas de rusticidad según el departamento USDA, de nivel 4.

## Sinonimia
- "Spartan 4n No.3",
- "Spartan (compact) (10C-6-43-l)".

## Historia
'Spartan' variedad de manzana que procede del cruce de Parental-Madre 'McIntosh' x el polen de Parental-Padre 'Yellow Newtown Pippin'. Desarrollado en la década de 1920 por el Dr. RC Palmer en "Dominion Experimental Farm" (ahora llamado "Pacific Agri-Food Research Centre") en Summerland, Columbia Británica (Canadá). Introducido en los circuitos comerciales y nombrado en 1936.
'Spartan' está cultivada en diversos bancos de germoplasma de cultivos vivos, tales como en National Fruit Collection (Colección Nacional de Fruta) de Reino Unido con el número de accesión: 1974-252 y Nombre Accesión : Spartan (LA).
'Spartan' se destaca por ser la primera nueva raza de manzana producida a partir de un programa científico formal de mejoramiento. Se suponía que la manzana era un cruce entre dos cultivares norteamericanos, 'McIntosh' y el 'Yellow Newtown Pippin', pero recientemente, el análisis genético mostró que 'Yellow Newtown Pippin' no era uno de los padres y su identidad sigue siendo un misterio.

## Características
'Spartan' árbol de porte erguido, moderadamente vigoroso. Empieza a tener crías y produce cosechas anualmente. Sin embargo, necesita un aclareo anual para mantener el tamaño de la fruta. Tiene un tiempo de floración que comienza a partir del 7 de mayo con el 10% de floración, para el 12 de mayo tiene una floración completa (80%), y para el 18 de mayo tiene un 90% de caída de pétalos.
'Spartan' tiene una talla de fruto de  pequeño a medio con una altura promedio de 62,99 mm y un ancho promedio de 70,94 mm; forma cónica redonda a redonda, con la corona a menudo mostrando cinco protuberancias distintas, con nervaduras de débiles a medias; epidermis lisa con color de fondo verdoso, que está casi completamente cubierto de un rubor rojo intenso, casi granate, y un patrón de finas rayas blancas, ruginoso-"russeting" (pardeamiento áspero superficial que presentan algunas variedades) bajo; cáliz de tamaño medio y parcialmente abierto, se encuentra en una cuenca calicina profunda, estrecha y ligeramente acanalada con una profusión de pequeños puntitos de color claro; pedúnculo tiende a ser de longitud media y esbelta, que se encuentra en una cavidad estrecha y profunda, rodeada de rayos de ruginoso-"russeting" parduscos; pulpa color blanca, con textura de grano fino, crujiente y jugosa, sabor con algo de acidez y matices distintivos de melón y fresa. Desarrolla plenamente el sabor mejor cuando la fruta se deja madurar en el árbol hasta que se ruboriza por completo con rojo. Brix 11,7, acidez 4,3 g / litro.
Su tiempo de recogida de cosecha se inicia a principios de octubre. Se conserva bien hasta cinco meses en cámara frigorífica.

## Progenie
'Spartan' tiene en su progenie como Parental-Madre, a las nuevas variedades de manzana:
- Nova Easygro

'Spartan' tiene en su progenie como Desporte, a la nueva variedad de manzana:
- Hunter Spartan

## Usos
'Spartan' sigue siendo una variedad preferida de usos múltiples, casi un siglo después de obtención. Se usa más comúnmente como postre fresco de mesa, en cocina, también hace un jugo dulce y sabroso, y en la elaboración de sidra polivarietal como adición a la sidra como manzana dulce.

## Ploidismo
Diploide. Autofértil. Grupo de polinización : D, Día de polinización: 12.

## Susceptibilidades
'Spartan' es resistente al moho, pero susceptible a la sarna del manzano y el cancro. Moderadamente susceptible al fuego bacteriano.